# Rabdion
Rabdion is een geslacht van slangen uit de familie toornslangachtigen (Colubridae) en de onderfamilie Calamariinae.

## Naam en indeling
De wetenschappelijke naam van de groep werd voor het eerst voorgesteld door André Marie Constant Duméril in 1853. Lange tijd was het geslacht monotypisch en werd slechts vertegenwoordigd door de soort Rabdion forsteni, tot in 2015 een tweede soort werd beschreven; Rabdion grovesi.

### Soorten
Het geslacht omvat de volgende soorten, met de auteur en het verspreidingsgebied.
| Naam             | Auteur                                                       | Verspreidingsgebied          |
| ---------------- | ------------------------------------------------------------ | ---------------------------- |
| Rabdion forsteni | Duméril, Bibron & Duméril, 1854                              | Indonesië (Sulawesi, Manado) |
| Rabdion grovesi  | Amarasinghe, Vogel, McGuire, Sidik, Supriatna & Ineich, 2015 | Indonesië (Sulawesi)         |

## Verspreiding en habitat
De soorten komt voor in delen van Azië en leven endemisch in Indonesië.